# Герцог Бекингем и Норманби

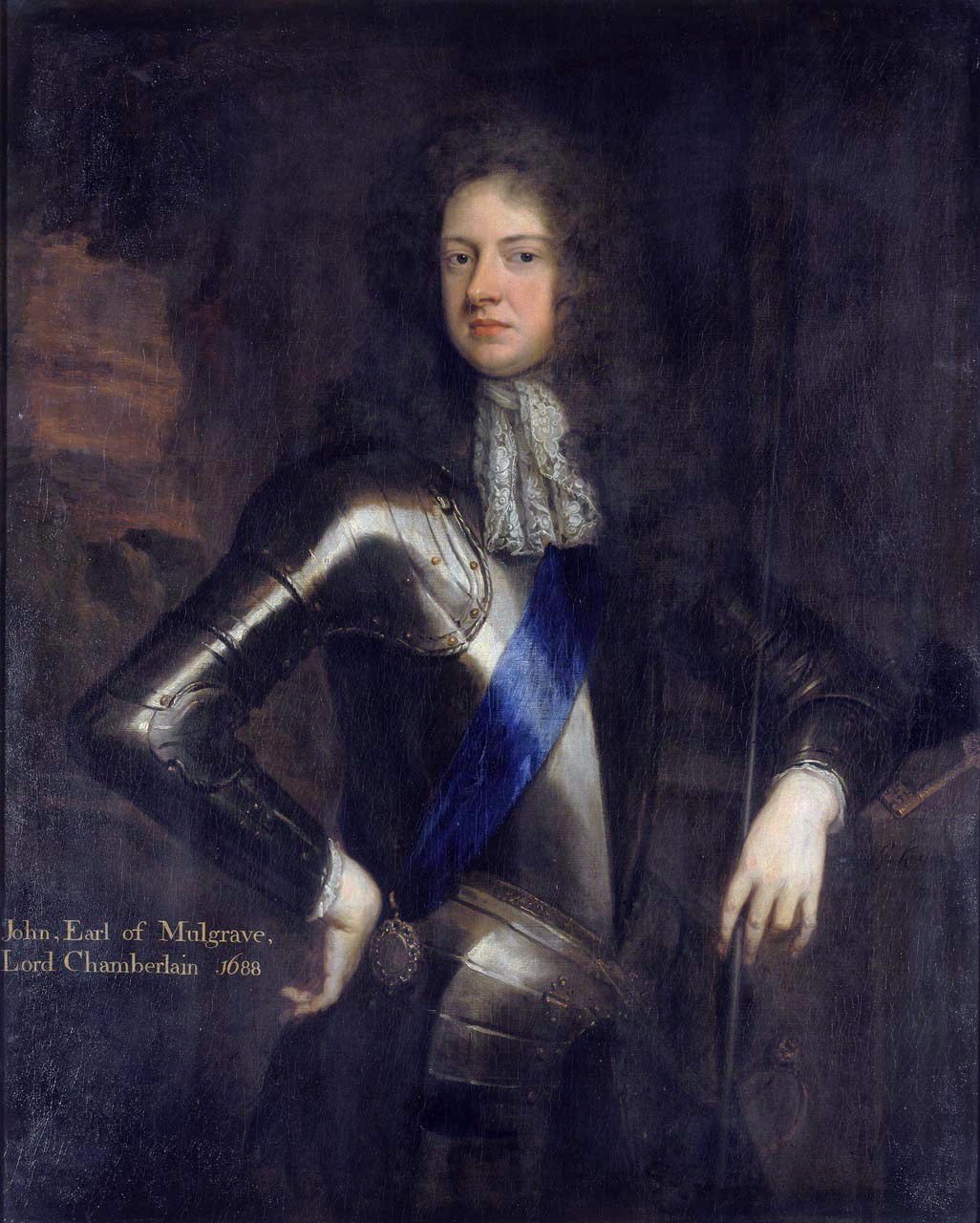
Джон Шеффилд, 1-й герцог Бекингем и Норманби (1647—1721)

Герцог Бекингем и Норманби (англ. Duke of Buckingham and Normanby) — наследственный титул в системе пэрства Англии. Полное название титула — герцог графства Бекингем и Норманби, но на практике использовалось только герцог Бекингем и Норманби. Герцогский титул был создан 23 марта 1703 года для Джона Шеффилда, 1-го маркиза Норманби (1648—1721), известного политика-тори в период поздних Стюартов. Джон Шеффилд служил лордом-камергером (1685—1689), лордом хранителем Малой печати (1702—1705), лордом-стюардом (1710—1711) и лордом-председателем Совета (1711—1714), губернатором Кингстон-апон-Халла (1679—1682), лорда-лейтенанта Восточного Йоркшира (1679—1682, 1687—1688), Северного Йоркшира (1702—1705, 1711—1714) и Мидлсекса (1711—1714). В 1658 году после смерти своего отца Джон Шеффилд унаследовал титул 3-го графа Малгрейва, а в 1694 году для него был создан титул маркиза Норманби.
Семья Шеффилд происходила от сэра Эдмунда Шеффилда, троюродного племянника короля Англии Генриха VIII, который в 1547 году был возведен в звание пэра Англии как барон Шеффилд. В 1549 году он был убит на улицах Нориджа во время восстания Роберта Кетта. Его внук, Эдмунд Шеффилд, 3-й барон Шеффилд (1564—1646), служил в качестве лорда-лейтенанта Йоркшира и президента Совета Севера (1603—1619). В 1626 году для него был создан титул графа Малгрейва (пэрство Англии). В 1735 году после смерти Эдмунда Шеффилда, 2-го герцога Бекингема и Норманби (1716—1735), титулы герцога Бекингема и Норманби, маркиза Норманби, графа Малгрейва и барона Шеффилда прервались. Фамильные поместья Шеффилдов унаследовал Чарльз Герберт (1706—1774), незаконнорождённый сын 1-го герцога Бекингема и Норманби и Фрэнсис Стюарт. Чарльз Герберт, исполняя волю 2-го герцога Бекингема и Норманби, принял фамилию «Шеффилд», став, таким образом, Чарльзом Гербертом Шеффилдом. В 1755 году для последнего был создан титул баронета Шеффилда из Норманби.
В 1767 году титул барона Малгрейва из Нью-Росса в графстве Уэксфорд получил Константин Фиппс (1722—1775). Он был сыном Уильяма Фипса и леди Кэтрин Аннесли, дочери и наследницы Джеймса Аннесли, 3-го графа Англси (1670—1702), и леди Кэтрин Дарнли (ум. 1743), незаконнорождённой дочери короля Якова II Стюарта от его любовницы Кэтрин Седли, графини Дорчестер (1656—1717). Леди Кэтрин Дарнли позднее вышла замуж за Джона Шеффилда, 1-го герцога Бекингема и Норманби. В 1838 году Константин Генри Фиппс, 2-й граф Малгрейв (1797—1863), получил титул 1-го маркиза Норманби. Этот титул существует и в настоящее время.

## Бароны Шеффилд (1547)
- 1547—1549: Эдмунд Шеффилд, 1-й барон Шеффилд (22 ноября 1521 — 19 июля 1549), сын Роберта Шеффилда[1]
- 1549—1568: Джон Шеффилд, 2-й барон Шеффилд (ок. 1538 — 10 декабря 1568), сын предыдущего[2]
- 1568—1646: Эдмунд Шеффилд, 3-й барон Шеффилд (7 декабря 1564 — октябрь 1646), сын предыдущего, граф Малгрейв с 1626 года[3].

## Графы Малгрейв (1626)
- 1626—1646: Эдмунд Шеффилд, 1-й граф Малгрейв (7 декабря 1564 — октябрь 1646), сын Джона Шеффилда, 2-го барона Шеффилда[3]
- 1646—1658: Эдмунд Шеффилд, 2-й граф Малгрейв (декабрь 1611 — 24 августа 1658), единственный сын сэра Джона Шеффилда, внук предыдущего[4]
- 1658—1721: Джон Шеффилд, 3-й граф Малгрейв (7 апреля 1647 — 24 февраля 1721), единственный сын предыдущего, маркиз Норманби с 1694 года, герцог Бекингем и Норманби с 1703 года[5].

## Герцоги Бекингем и Норманби (1703)
- 1703—1721: Джон Шеффилд, 1-й герцог Бекингем и Норманби (7 апреля 1648 — 24 февраля 1721), единственный сын Эдмунда Шеффилда, 2-го графа Малгрейва[5]
  - Джон Шеффилд, маркиз Норманби (26 сентября 1710 — 16 декабря 1710), старший сын предыдущего от третьего брака[6]
  - Роберт Шеффилд, маркиз Норманби (11 декабря 1711 — 1 февраля 1714), младший брат предыдущего[7]
- 1721—1735: Эдмунд Шеффилд, 2-й герцог Бекингем и Норманби (11 января 1716 — 30 октября 1735), младший сын 1-й герцога Бекингем и Норманби[8].

## Комментарии
1. ↑  Елизавета Вудвилл — бабка короля Генриха по матери — была родной сестрой Жакетты Вудвилл (1445—1509), прабабки сэра Эдмунда Шеффилда (также по прямой женской линии).